# Островский Перевіз
Островский Перевіз (біл. вёска Островской Перевоз) — село в складі Березинського району Мінської області, Білорусь. Село підпорядковане Богушевицькій сільській раді, розташоване в східній частині області.